# Deuxième cohabitation
| Deuxième cohabitation                          | Deuxième cohabitation             |
| ---------------------------------------------- | --------------------------------- |
|                                                |                                   |
| François Mitterrand Président de la République | Édouard Balladur Premier ministre |
|                                                |                                   |
| PS                                             | RPR                               |
| Première cohabitation Troisième cohabitation   |                                   |

En France, la deuxième cohabitation a lieu de mars 1993 à mai 1995. Elle fait suite aux élections législatives des 21 et 28 mars 1993, qui inversent la majorité politique à l'Assemblée nationale, la droite détenant 472 sièges sur 577.
Elle se caractérise par les deux personnalités du président de la République, François Mitterrand, et du Premier ministre, Édouard Balladur. Elle sera surnommée « la cohabitation de velours » en raison des relations courtoises entre les deux têtes de l'exécutif.

## Contexte
Les gouvernements Édith Cresson et Pierre Bérégovoy ne réussissent pas à enrayer une dynamique de chute de la popularité du Parti socialiste. Les échéances législatives font redouter aux socialistes la perspective d'une nouvelle cohabitation. François Mitterrand s'y prépare et, lorsque la déroute des élections législatives des 21 et 28 mars 1993 se produit, décide de nommer Édouard Balladur à l'hôtel Matignon. 

## Rapports entre l'Élysée et Matignon

### Délimitation des compétences
La deuxième cohabitation bénéficie de l'expérience acquise durant la première cohabitation. Si la question de la possibilité d'une cohabitation se posait en 1986, elle est résolue en 1993 ; de la même manière, la délimitation des compétences du Président de la République et du Premier ministre est mieux cernée.
L'expérience de la première cohabitation avait appris au locataire de l’Élysée que Matignon pouvait court-circuiter la présidence et l'exclure des canaux d'informations ; le gouvernement Chirac avait ainsi ordonné au ministère des Affaires étrangères de ne plus informer la cellule diplomatique de la présidence et de ne plus leur envoyer les télégrammes diplomatiques. Pour parer à cette éventualité, Hubert Védrine met en place avec Jean-Louis Bianco, qui fut pendant dix ans Secrétaire général de l'Elysée, un réseau de transmission d'informations qui empêche l'Élysée d'être court-circuitée.

### Liaison
Les règles tacites de la cohabitation sont décidées par Hubert Védrine, qui représente l’Élysée, et Nicolas Bazire, du cabinet du Premier ministre. Il faut environ trois mois pour que la mécanique de la cohabitation se mette en place. Le président Mitterrand choisit Édouard Balladur, entre autres raisons, pour le respect de la fonction présidentielle que celui-ci a, ainsi que pour ses compétences, ayant été Secrétaire général de l'Elysée sous Georges Pompidou.

### Pacification et tensions
Toutefois, les inévitables tensions des cohabitations naissent sur les domaines que le président et le gouvernement partagent constitutionnellement, à savoir les affaires internationales et la défense. François Mitterrand récuse l'expression de « domaine réservé du président de la République », et en même temps considérait les relations internationales et la défense comme des sujets devant être traités à égalité entre l’Élysée et Matignon, là où Jacques Chirac avait voulu en son temps en faire le domaine réservé du gouvernement. Le seul véritable conflit de fond entre Mitterrand et Balladur est ainsi celui de la reprise des essais nucléaires.
Édouard Balladur adopte sciemment une posture non belligérante ; tirant les leçons de la première cohabitation, il évite toute provocation, ne gouverne pas par ordonnances pour faire adopter son programme économique et social, n'empiète pas dans le domaine de la politique étrangère, se concerte avec l’Élysée tous les jours. Aussi et surtout, François Mitterrand et son Premier ministre ne sont pas en concurrence pour la prochaine élection présidentielle. L'ancien Premier ministre déclare ainsi des années plus tard, dans Le pouvoir ne se partage pas, « Mitterrand m'a fort peu gêné [...] Les entraves me sont plutôt venues d'une partie de la majorité ».

## Politiques menées

### Sur le plan intérieur
- Instauration du SMIC jeune.
- Prime Balladur à la casse (l’État offrait 5000 FF en déduction du prix de la voiture neuve pour le retrait du circuit d'un véhicule âgé de plus de 10 ans).
- Ouverture du capital de Renault fin 1994.
- Décret sur le pain pour protéger les boulangers traditionnels.

### Politique extérieure
La seconde cohabitation a été marquée par les événements du Rwanda. Lorsqu'elle débute, l'opération Noroît est active au Rwanda depuis le 4 octobre 1990 dans le cadre de la guerre civile rwandaise, et les Accords d'Arusha sont en cours de négociation pour mettre fin au conflit. À la suite de la signature de ces accords en août 1993, et de l'envoi de la Minuar par l'ONU au Rwanda, en décembre 1993 la France achève de retirer les forces de l'opération Noroît, mais laisse, officiellement reconnu, trente à quarante militaires sur place.
En 1994, au début du génocide contre les Tutsis, la France organise une opération militaire pour évacuer les ressortissants français et étrangers, l'Opération Amaryllis. La cohabitation ne pose pas de problème connu à ce sujet.
Pendant le génocide, la France est très active diplomatiquement au sein de la communauté internationale. Lorsqu'il se termine, elle obtient l'autorisation de l'ONU pour mener au Rwanda une opération qualifiée d'humanitaire, l'Opération Turquoise. La mise au point de cette opération donna lieu à de vifs débats au sein des autorités françaises, tant à l'intérieur de l'armée qu'au sein de l'autorité politique concernant le rôle de la France dans le génocide. Le 21 juin 1994, Édouard Balladur enverra un courrier de mise en garde à François Mitterrand sur les risques de dérapage néocolonial de cette opération et l'idée qu'il se fait de ses objectifs humanitaires.

## Fin de la cohabitation
La deuxième cohabitation prend fin avec l'élection présidentielle de 1995, qui voit la victoire de Jacques Chirac sur son rival de centre-droite, Edouard Balladur. Celui-ci quitte Matignon en même temps que le président Mitterrand achève son deuxième mandat et passe le pouvoir à Jacques Chirac.